# Hearts That Strain
| Recensione  | Giudizio |
| ----------- | -------- |
| Discogs     |          |
| MusicBrainz |          |
| metacritic  |          |

Hearts That Strain è il quarto album in studio di Jake Bugg, pubblicato nel 2017.

## Tracce
1. How Soon The Dawn – 2:48
2. Southern Rain – 3:54
3. In The Event Of My Demise – 2:54
4. This Time – 3:14
5. Waiting – 3:11
6. The Man On Stage – 3:17
7. Hearts That Strain – 3:34
8. Burn Alone – 2:40
9. Indigo Blue – 3:28
10. Bigger Lover – 2:56
11. Every Colour In The World – 3:57